# Карпов, Валерий Валентинович
Валерий Валентинович Карпов (14 августа 1929, Ворсма, Нижегородская область, РСФСР — 13 августа 2010, Белгород, Российская Федерация) — советский и российский горный инженер, учёный, крупный организатор отечественной горной промышленности и первый генеральный директор Лебединского горно-обогатительного комбината (1970-1988), внёсший значительный вклад в освоение железорудных месторождений Курской магнитной аномалии и социально-экономическое развитие белгородского промышленного района КМА – городов Старый Оскол и Губкин. Коллектив ЛГОКа под его руководством впервые доказал на практике, что железистые кварциты КМА можно широко использовать в качестве сырья для получения высококачественного железорудного концентрата. Лауреат премии Совета Министров СССР (1983), Почётный гражданин города Губкин Белгородской области (1999), Почётный горняк России (2004).

## Биография
Родился 14 августа 1929 года в городе Ворсма Павловского района Нижегородской области.
Окончил Московский горный институт (с 2014 года в составе НИТУ «МИСиС» как Горный институт) в 1952 г.
После окончания Московского горного института в 1952 году был направлен на работу горным мастером на Таштагольский рудник Кузнецкого металлургического комбината в Кемеровской области, где прошёл трудовой путь от горного мастера до начальника участка горного цеха подземных работ, под его руководством участок вышел на передовые показатели добычи. 
В 1958 году был переведен на работу в Лебяжинское рудоуправление Нижнетагильского металлургического комбината (НТМК), где служил горным мастером известкового карьера, секретарём парткома, а затем техническим руководителем горного цеха.
С 1962 года был переведён на работу в Высокогорское рудоуправление НТМК на должность заместителя начальника технического отдела рудоуправления, а в 1966 году был назначен начальником отдела капитального строительства. Требовательность, ответственное отношение к порученной работе, умение принимать правильные решения и добиваться их исполнения сформировали его как грамотного специалиста горной промышленности.
Переведён в город Железногорск Курской области на Михайловский железорудный комбинат в 1968 году на должность начальника отдела капитального строительства рудоуправления. Под его руководством были введены в эксплуатацию два роторных комплекса для выполнения вскрышных работ и две крупные мощности по переработке богатой железной руды. Председателем комиссии по государственной приёмке этих объектов был горный инженер Рувим Абрамович Фидель. 
Был выбран в феврале 1970 года директором строящегося Лебединского горно-обогатительного комбината после рассмотрения нескольких кандидатур в ЦК КПСС и председателем совета министров СССР Алексеем Николаевичем Косыгиным, после чего министр чёрной металлургии СССР Иван Павлович Казанец подписал приказ о его назначении. На момент начала его работы на строительной площадке комбината были забиты сваи под 8-ю, 7-ю, 6-ю и 5-ю секции будущей обогатительной фабрики, а так же раскрыты строительные котлованы, но самого производства ещё не существовало.
|  |

Первые годы были самыми трудными как для коллектива комбината, так и для его директора. Интенсивно строились и осваивались новые производственные мощности, внедрялась новая техника, реконструировалось и модернизировалось оборудование без остановки действующих цехов.
Для ускорения строительства комбината в 1970 году способствовал привлечению по линии СЭВ для участия во Всесоюзной ударной комсомольской стройке нескольких тысяч строителей из Народной Республики Болгария. Сотрудничество с болгарскими строителями продолжалось до 1990 года.
В декабре 1971 года на поверхность был отгружен первый эшелон железистых кварцитов Лебединского месторождения. Уже 24 ноября 1972 года на 8-ой секции обогатительной фабрики была получена первая продукция Лебединского ГОКа – железорудный концентрат.
...дело не только в огромной мощности Лебединского горно-обогатительного комбината, не только в его великолепной современной технике. Наш комбинат рассчитан на многолетнюю эксплуатацию, он будет давать такую продукцию, которая способна, по выражению В.И. Ленина, перевернуть все дело металлургии.
С 1972 по 1980 год работал над вопросами развития и усовершенствования промышленных технологий нового ГОКа совместно с Рувимом Абрамовичем Фиделем, ставшим первым главным инженером предприятия.
Государственная комиссия приняла в эксплуатацию I очередь Лебединского горно-обогатительного комбината 30 декабря 1972 г. Уже в 1975 г. Была введена в эксплуатацию первая очередь фабрики окомкования с первой обжиговой машиной серии ОК-306, а 6 августа 1975 г. получена первая партия новой продукции – окатышей. Строительство фабрики окомкования было завершено в декабре 1977 года. Введенные в строй 3-й и 4-й обжиговые агрегаты способны производить более 4 млн.т. металлургического сырья, а уже в 1978 году окатышам ЛГОКа был присвоен Государственный знак качества СССР.
В 1976 г. было завершено строительство I очереди комбината по переработке железистых кварцитов мощностью 30 млн т в год. В период 1979-1980 гг. была введена в эксплуатацию II очередь комбината. Проектная мощность двух очередей составила: по добыче руды – 43,7 млн т/год, по производству железорудного концентрата – 18,48 млн т/год. 22 января 1982 г. был получен железорудный концентрат с повышенным содержанием железа. Это сырье предназначалось для выплавки стали на Оскольском электрометаллургическом комбинате. 
|  |

В 1982 г. была введена в эксплуатацию фабрика дообогащения концентрата для выпуска продукции с содержанием железа более 70%, проектной мощностью 2,52 млн т/год. С 1985 г. на Лебединском ГОКе был начат промышленный выпуск высококачественного концентрата, содержащего 70% железа.
В августе 1989 года стал пенсионером Союзного значения.
С 1997 по 2001 годы работал в должности советника генерального директора Лебединского ГОКа.
С 2002 по 2009 преподавал в должности доцента Горного факультета Губкинского Института - филиала МГОУ (c 2017 года в составе НИТУ «МИСиС» как Губкинский филиал). Читал лекции по профильным дисциплинам, был соавтором учебных курсов и пособий, руководителем дипломных и курсовых работ студентов, чем внёс свой вклад в передачу профессионального опыта молодёжи и воспитание нового поколения работников горной промышленности.
Валерий Валентинович Карпов ушёл из жизни 13 августа 2010 года и похоронен в городе Губкин Белгородской области.

## Научная деятельность
В 1976 году защитил диссертацию на соискание ученой степени кандидата технических наук на тему "Исследование и интенсификация процесса самоизмельчения магнетитовых железистых кварцитов".
Работал в соавторстве с коллективами инженеров ЛГОКа, Московского горного института и советских научно-исследовательских институтов в области совершенствования процессов технологии обогащения железистых кварцитов, используемой на Лебединском ГОКе и разработки новых образцов горного оборудования. 
Сотрудничал с исследователями Московского горного института и его ректором Академиком АН СССР В.В. Ржевским в области интеграции реального производства и учебного процесса для подготовки новых кадров для отечественной горной промышленности. Соавтор и автор ряда научных и публицистических статей, соавтор изобретений.  
Состоял в научном совете АН СССР по проблемам КМА. 

## Общественная деятельность
В 1956 году был принят в Коммунистическую партию Советского Союза. 
В период с 1956 по 1970 годы занимал различные выборные партийные должности на Кузнецком металлургическом комбинате, Нижнетагильском металлургическом комбинате и Михайловском железорудном комбинате.
С 1970 года неоднократно избирался в Белгородский областной Совет народных депутатов, Губкинский городской Совет народных депутатов Белгородской области, был членом Белгородского обкома КПСС.
Был избран делегатом XXV (1976) и XXVI (1981) съездов Коммунистической партии Советского союза.

## Вклад в освоение месторождений КМА и социально-экономическое развитие Белгородской области[1][2][9][12][3][20][22]
В период руководства Валерия Валентиновича Карпова ГОКом были построены и введены в промышленную эксплуатацию основные производственные мощности крупнейшего на постсоветском пространстве Лебединского горно-обогатительного комбината в городе Губкин Белгородской области. Организована устойчивая и ритмичная работа предприятия с коллективом в 12 тысяч человек. На производстве по его инициативе было успешно внедрено множество передовых технологий добычи и обогащения руды, а также горной техники и оборудования, использованных в отечественной практике впервые.
Коллектив ЛГОКа под его руководством впервые доказал, что железистые кварциты КМА можно использовать в качестве сырья для получения высококачественного и дешёвого железорудного концентрата в промышленном масштабе. Сама технология обогащения железистых кварцитов была усовершенствована, что позволило добиться высочайшего качества продукции и большого объёма при низкой себестоимости производства.
|  |

В Старом Осколе и Губкине были развиты социальная сфера и жилищное строительство. В обоих городах агломерации Лебединским ГОКом за 1970-1988 годы были построены 16 школ, 25 детских садов, медсанчасть с поликлиникой и стационаром, 2 гостиницы, 2 профтехучилища, профилакторий Лебединского ГОКа, плавательный бассейн "Дельфин", пионерский лагерь "Лесная сказка". 
В Старом Осколе для работников ЛГОКа и жителей старооскольско-губкинской агломерации по его инициативе был воздвигнут крупный больничный комплекс Медсанчасти Лебединского ГОКа (в настоящее время – Городской больницы №1), к 1982 в Старом Осколе построены новые крупные жилые массивы общей площадью 484,3 тыс. квадратных метров. 
В Губкине в 1982 году по его инициативе было развёрнуто интенсивное строительство жилых массивов и социальной инфраструктуры в новом микрорайоне "Журавлики" по проекту московского института "Гипрогор". С 1982 по 1988 годы в "Журавликах" были построены жилые массивы на улице Севастопольская (дома №6, 4, 8, 12), улице Космонавтов (дома № 3, 5, 4), детский сад "Журавушка", котельная, электрическая подстанция. Строительство "Журавликов" было завершено в 90-е годы XX века.

## Основные труды
Публикации:
- Ильин А.М., Скакун Г.П., Карпов В.В. Опыт работы карьеров Высокогорского рудоуправления // Горный журнал. 1963. №4. С. 20-23.
- Пак С.В., Лукьянов Г.А., Марьянков М.Ф., Немчин И.А., Карпов В.В. Дробление негабаритных кусков железистых кварцитов токами высокой частоты // Бюллетень Центрального Научно-исследовательского института информации и технико-экономических исследований черной металлургии. 1973. №5 (697). С. 30-31.
- Карпов В.В. Начало биографии // Руда и люди: Сборник очерков, Вып. 2 – М., Знание, 1974. C. 158-175.
- Карпов В.В., Фидель Р.А., Герасимов А.М., Троянов П.М., Агафонов В.Г., Сусликов Г.Ф., Николаенко В.П., Попов Ф.У., Губин Г.В., Докучаева И.Н., Резницкий Д.Л., Мясников Н. Ф., Кальвасинский А. Ф. Основные результаты освоения технологии обогащения на Лебединском ГОКе // Горный журнал. 1974. № 2. С. 56-60.
- Троянов П.М., Карпов В.В., Агафонов В.К., Герасимов А.М., Захаров А.К., Сыса Г.И., Кальвасинский А.Ф., Мясников Н.Ф., Николаенко В. П., Гольдберг Ю.С., Пархоменко В.Г., Бельтюкова Г.А. Опыт наладки фильтровального отделения обогатительной фабрики Лебединского ГОКа // Горный журнал. 1974. № 10. С. 66-67.
- Карпов В.В. Освоение технологии обогащения руд с применением процесса самоизмельчения на Лебединском ГОКе // Тезисы докладов на Всесоюзном Научно-Техническом семинаре, ВДНХ СССР, 1975, стр. 6-8.
- Карпов В.В., Николаенко В.П., Докучаева И.Н., Мясников Н.Ф. Совершенствование схем с бесшаровым измельчением магнетитовых кварцитов // Горный журнал. 1975. № 3. С. 70-73.
- Карпов В.В., Николаенко В.П., Докучаева И.Н., Заверткин Н.А., Малкус О.М., Хроменков В.Я., Паукова З.К., Котенева Н.Г., Ченцова Л.И., Мясников Н.Ф., Кальвасинский А.Ф., Сыса А.Б. Самоизмельчение и обогащение магнитных кварцитов на Лебединском ГОКе // Обогащение руд черных металлов, Вып. 4 – М., Недра, 1975. C. 19-13.
- Карпов В.В., Николаенко В.П. Классы критической крупности и их влияние на процесс бесшарового измельчения // Обогащение руд черных металлов, Вып. 4 – М., Недра, 1975. C. 155-162.
- Карпов В.В., Величко А.П., Курочкин А.Н., Неумывакин В.И. Оперативное планирование добычных работ на Лебединском ГОКе, обеспечивающее стабильное качество руды // Горный журнал. 1976. № 1. С. 10-11.
- Карпов В.В. Выделение строительного щебня в процессе сухой магнитной сепарации рудной гали и скарпа // Горный журнал. 1976. № 8. С. 7-9.
- Карпов В.В. Лебединский горно-обогатительный комбинат и перспективы его развития // Горный журнал. 1976. № 9. С. 3-7.
- Карпов В.В., Николаенко В.П., Паукова З.К. О кинетике износа кусков при самоизмельчении // Обогащение руд черных металлов, Вып. 5 – М., Недра, 1976. C. 182-190.
- Карпов В.В. Исследование и интенсификация процесса самоизмельчения магнетитовых железистых кварцитов: диссертация кандидата технических наук: 01.04.07. – Губкин, 1976. – 116 с.: ил.
- Карпов В.В. Исследование и интенсификация процесса самоизмельчения магнетитовых кварцитов: Автореф. дис. на соиск. учен. степени канд. техн. наук: (01.04.07) / Моск. горный ин-т. – М., 1976. - 21 с.
- Карпов В.В. 10 лет трудовой вахты Лебединского горно-обогатительного комбината // Горный журнал. 1982. № 12. С. 30-35.
- Карпов В.В., Лищинский В.С., Краминский М.П., Балко В.Н., Фидельман Б.В., Готовский В.П., Кальвасинский А.Ф. Опыт освоения технологии производства высококачественного концентрата // Горный журнал. 1986. №10. С. 39-40.
- Горшков А.И., Николаев В.А., Смирнов И.И., Аникина Г.Н., Горохов И.Н., Карпов В.В., Троянов И.А. Комплексная переработка полевошпатовой руды фотометрическим и флотационным методами // Горный журнал. 1987. №8. С. 50-52.
- Карпов В.В., Головин Ю.П. Внутрипроизводственный хозяйственный расчет на Лебединском ГОКе // Горный журнал. 1988. №9. С. 7-10.

Основные изобретения:
- Авторское свидетельство СССР №800200, МПК С 22 B 1 1/234. Шихта для производства окатышей: №2833416/22-02: заявл. 26.12.78: опубл. 30.01.81 / Салыкин А.А., Селезнев В.Н., Карпов В.В., Фидель Р.А., Балес А.А., Вишневский М.Л.; заявитель –. – 3 с.
- Авторское свидетельство СССР №815058, МПК С 22 B 1 1/24. Способ получения офлюсованных окатышей: №2649890/22-02: заявл. 28.07.78: опубл. 23.03.81 / Буткарев А.П., Кузнецов Р.Ф., Майзель Г.М., Базилевич Т.Н., Трофимов В.П., Юсфин Ю.С., Карпов В.В., Герасимов А.М., Семенов А.А.; заявитель Всесоюзный научно-исследовательский институт металлургической теплотехники и Московский институт стали и сплавов. – 3 с.
- Авторское свидетельство СССР №831823, МПК С 22 B 1 1/14. Способ сушки окатышей на конвейерных обжиговых машинах: №2708795/22-02: заявл. 08.01.79: опубл. 23.05.81 / Тверитин В.А., Клейн В.И., Буткарев А.П., Трухин Г.М., Толочко М.Г., Буланкин Н.И., Карпов В.В., Герасимов А.М., Семенов А.А., Маргулис В.С., Трофимов В.П.; заявитель Всесоюзный научно-исследовательский институт металлургической теплотехники. – 3 с.
- Авторское свидетельство СССР №834170, МПК С 22 B 1 1/234. Шихта для производства окатышей: №2833416/22-02: заявл. 16.10.79: опубл. 30.05.81 / Адигамов Б.Я., Войтковский Ю.Б., Семенов А.А,, Карпов В.В.; заявитель Московский ордена Трудового Красного Знамени горный институт. – 3 с.
- Авторское свидетельство СССР №858919, МПК B 03 C 1/10. Барабанный магнитный сепаратор: №2847830/22-03: заявл. 04.12.79: опубл. 30.08.81 / Карамзин В.В., Карпов В.В., Агафонов В.К., Поплаухин В.С., Шевцов В.А., Остапенко П.Е..; заявитель Московский ордена Трудового Красного Знамени горный институт Министерства высшего и среднего специального образования СССР. – 3 с.
- Авторское свидетельство СССР №870470, МПК С 22 B 1 1/24. Способ получения железорудных окатышей: №2868861/22-02: заявл. 14.01.80: опубл. 07.10.81 / Кузнецов Р.Ф., Майзель Г.М., Буткарев А.П., Тверитин В.А., Карпов В.В., Кудрин Ю.П., Семенов А.А., Белоцерковский Я.Л., Колотов А.Д., Евстюгин С.Н.; заявитель Всесоюзный научно-исследовательский институт металлургической теплотехники. – 3 с.
- Авторское свидетельство СССР №884729, МПК B 02 C 17/18. Классифицирующее устройство мельницы самоизмельчения: №2884078/29-33: заявл. 15.02.80: опубл. 30.11.81 / Карпов В.В., Сыса А.Б., Захаров А.К., Чернуха В.И., Кириленко Ю.П..; заявитель Белгородский филиал Научно-исследовательского и проектного института по обогащению и агломерации руд черных металлов. – 3 с.
- Авторское свидетельство СССР №886975, МПК B 02 C 17/02. Барабанная мельница: №2834481/29-33: заявл. 01.11.79: опубл. 07.12.81 / Карпов В.В., Сыса А.Б., Чернуха В.И.; заявитель Белгородский филиал Института «Механобрчермет». – 3 с.
- Авторское свидетельство СССР №895502, МПК B 02 C 17/00. Способ подготовки шихты к самоизмельчению: №2908989/29-33: заявл. 09.04.80: опубл. 07.01.82 / Карпов В.В., Сыса А.Б., Чернуха В.И.; заявитель Белгородский филиал Института «Механобрчермет». – 3 с.
- Авторское свидетельство СССР №895503, МПК B 02 C 17/04, МПК B02C 17/18. Барабанная мельница: №2852426/29-33: заявл. 13.12.79: опубл. 07.01.82 / Карпов В.В., Сыса А.Б., Чернуха В.И.; заявитель Белгородский филиал Института «Механобрчермет». – 3 с.
- Авторское свидетельство СССР №1119399, МПК F 42 D 3/04, Е 21 С 41/00. Способ взрывной отбойки на карьерах рудных массивов с ярко выраженной слоистой текстурой: №3568642: заявл. 23.03.83: опубл. 15.06.84 / Анисимов В.Н., Гончаров С.А., Грабко Л.С., Григорян И.Р., Ершов Н.П., Карпов В.В., Мочалов В.И., Потапов А.И., Трусов А.А.; заявитель Московский ордена Трудового Красного Знамени горный институт. – 3 с.
- Авторское свидетельство СССР №1131914, МПК С 22 B 1 1/24. Состав для покрытия окатышей: №3629926: заявл. 23.06.83: опубл. 01.09.84 / Иванов Н.С., Салыкин А.А., Балес А.А., Карпов В.В., Семенов А.А., Горловский М.И..; Белгородский филиал Института «Механобрчермет». – 3 с.
- Авторское свидетельство СССР №1302510, МПК B 01 D 33/38. Способ самоизмельчения руд: №3682746/22-26: заявл. 13.12.83: опубл. 08.12.86 / Малюк О.П., Протасов Ю.И., Рябов А.Ф., Карпов В.В.; заявитель Московский горный институт. – 3 с.
- Авторское свидетельство СССР №1327924, МПК B 01 D 33/38. Устройство для удаления фильтрата из вакуум-фильтра: №3986655/22-26: заявл. 10.12.85: опубл. 07.08.87 / Смышляев Г.К., Карпов В.В., Жуков И.Ф., Показеев Н.И., Казанцев Г.М.; заявитель Белгородский филиал Научно-Исследовательского и проектного института по обогащению и агломерации руд черных металлов «Механобрчермет». – 3 с.
- Авторское свидетельство СССР №1351677, МПК B 03 С 1/301. Способ дообогащения магнетитовых концентратов: №4087639/22-03: заявл. 18.04.86: опубл. 15.11.87 / Смышляев Г.К., Стрелецкий В.Г., Цапков Н.Т., Карпов В.В., Дюльдин А.М., Жириков В.И.; заявитель Белгородский филиал Научно-Исследовательского и проектного института по обогащению и агломерации руд черных металлов «Механобрчермет». – 3 с.
- Авторское свидетельство СССР №1607952. Способ автоматического контроля барабанной мельницы: №4310070/31-33: заявл. 13.07.87: опубл. 23.11.90 / Мещеряков Л.И., Карпов В.В., Модзилевский О.В., Младецкий И.К., Попов В.П.; заявитель Днепропетровский горный институт им. Артема. – 3 с.

Учебные пособия:
- Ернеев Р.Ю., Зюбан О.П., Ряполов А.А., Паршин А.А., Карпов В.В. Технология и комплексная механизация открытых горных работ: учебное пособие. Губкин, ГИ МГОУ, 2008. 170 с.
- Ернеев Р.Ю., Зюбан О.П., Ряполов А.А., Паршин А.А., Карпов В.В. Процессы открытых горных работ: учебное пособие. Губкин, ГИ МГОУ, 2008. 187 с.

## Награды и звания
- В 1974 году за ввод первой очереди ЛГОКа был удостоен ордена Трудового Красного Знамени[1].
- В 1978 году награжден высшей наградой СССР Орденом Ленина за успехи в создании рудной базы для металлургии страны[1][20].
- Лауреат премии Совета Министров СССР 1983 года за создание новых образцов рудоразмольного оборудования и новых процессов обогащения[1].
- В 1986 году был награждён Орденом Октябрьской Революции[9][4].
- Полный кавалер знака "Шахтерская слава"[20].
- Награжден медалью «За заслуги перед Землей Белгородской» I степени.
- В 2004 году присвоено звание "Почетный горняк России", так же имеет ряд других государственных и ведомственных наград.

## Память
14 августа 2024 года в Губкине по инициативе горожан торжественно открыли мемориальную доску в память о Валерии Валентиновиче Карпове. В этот день первому директору Лебединского ГОКа исполнилось бы 95 лет.
В августе 2024 года была поддержана общественная инициатива о присвоении одной из улиц в строящемся микрорайоне "Южный" города Губкин имени Валерия Валентиновича Карпова.